# Margarobyas lawrencii
L'assiolo di Cuba (Margarobyas lawrencii (P.L.Sclater & Salvin, 1868)) è un uccello rapace della famiglia degli Strigidi, endemico di Cuba. È l'unica specie nota del genere Margarobyas.

## Descrizione
È uno strigide di piccola taglia, che raggiunge lunghezze di 20–23 cm, con un peso di 84-111 g. 

## Biologia
Si nutre prevalentemente di grossi insetti e altri invertebrati, ma anche di rane, piccoli serpenti e, raramente, uccelli.

## Distribuzione e habitat
La specie è endemica di Cuba.
Il suo habitat tipico sono le foreste miste di palme (in particolare Sabal maritima) e le foreste tropicali semi-decidue.